# Саки (род обезьян)
Саки, или лисьехвостые (обыкновенные чёртовы) обезьяны, или питецины (лат. Pithecia), — род обезьян из подсемейства Pitheciinae семейства саковых (Pitheciidae). Длинный, но не цепкий хвост, вполне покрытый волосами. Длинная шерсть образует на голове шапку волос, а на щеках и подбородке более или менее длинную бороду. Трёхгранные сильные клыки; нижние резцы заострены на конце и почти горизонтально наклонены вперёд. Живут в сухих лесах северной части Южной Америки. Питаются растительной пищей, главным образом плодами растений. Сумеречные животные.

## Виды
База данных Американского общества маммологов (ASM Mammal Diversity Database) признаёт 13 видов саки:
- Экваториальный саки (Pithecia aequatorialis)
- Белоногий саки (Pithecia albicans)
- Pithecia cazuzai
- Pithecia chrysocephala
- Pithecia hirsuta
- Pithecia inusta
- Южный саки (Pithecia irrorata)
- Pithecia isabela
- Pithecia milleri
- Саки-монах (Pithecia monachus)
- Pithecia napensis
- Бледный саки (Pithecia pithecia)
- Pithecia vanzolinii

Красная книга МСОП и ITIS выделяют ещё три вида (MDD рассматривает их как младшие синонимы P. irrorata):
- Pithecia mittermeieri;
- Pithecia pissinattii;
- Pithecia rylandsi.

Эти три вида были описаны приматологом Лаурой Марш в 2014 году наряду с P. cazuzai и P. isabela. Серрано-Вильявисенсио и соавторы (2019), как и Марш, исследовали различия в окраске шерсти саки, но пришли к выводу о том, что P. mittermeieri, P. rylandsi и P. pissinatti следует считать младшими синонимами P. irrorata.